# Martin Cooper

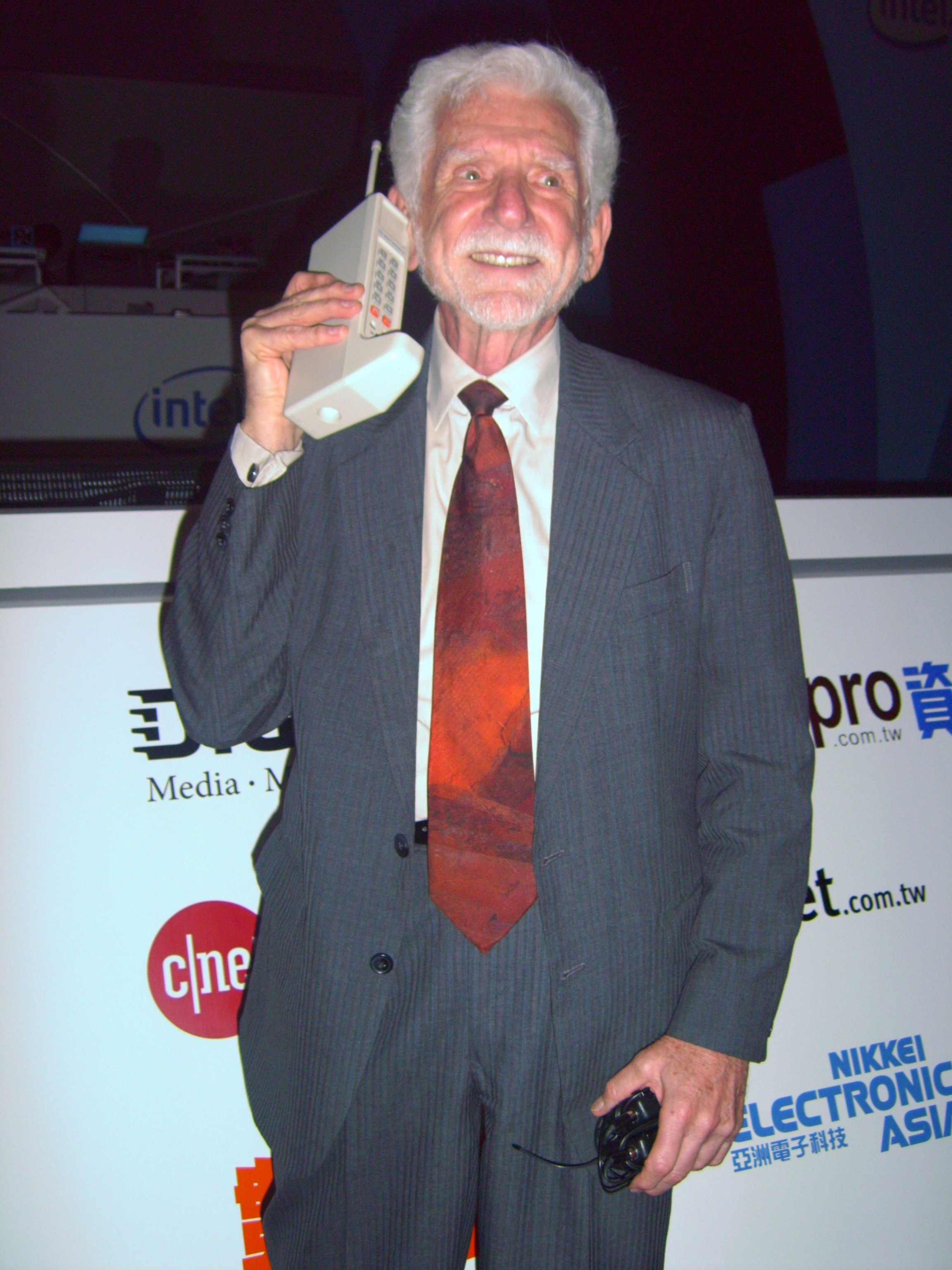
Dr. Martin Cooper

Martin Cooper là người phát minh ra điện thoại di động. Tiến sĩ Cooper là giám đốc điều hành (CEO) và người sáng lập ra ArrayComm, một công ty hoạt động trong công nghệ anten thông minh và cải tiến mạng không dây.
Tiến sĩ Martin Cooper, nguyên là một giám đốc bộ phận các hệ thống ở Motorola, được cho là người phát minh ra chiếc máy thu phát cầm tay đầu tiên và là người đầu tiên thực hiện một cuộc gọi một chiếc điện thoại di động vào tháng 4 năm 1973. Cuộc gọi đầu tiên ông thực hiện là với kỳ phùng địch thủ của mình, Joel Engel, Giám đốc nghiên cứu của Bell Labs.